# Elpénor
En la mitología griega, Elpénor (Ἐλπήνωρ, gen. Ἐλπήνορος) es un miembro de la tripulación de las naves de Odiseo. Elpénor era un remero, el más joven de todos los compañeros. 
En el Canto X de la Odisea, la noche anterior a la partida de Odiseo y los suyos de la isla de Eea, Elpénor se excede con el vino y duerme la borrachera en el tejado del palacio de la maga Circe. A la mañana siguiente es despertado por los gritos de Odiseo que llama a sus compañeros a embarcar para zarpar hacia el Hades. Elpénor, todavía bajo los efectos de la resaca, cae desde el tejado y muere. En el canto XI, estando Odiseo en el Hades, la de Elpénor es la primera sombra que se presenta para pedirle unos dignos funerales.
Al regresar a la isla de Eea, Odiseo y sus compañeros recobran el cuerpo de Elpénor, lloran al muerto y celebran sus exequias. Finalmente es quemado y le levanta un túmulo coronado por el remo que manejaba en vida, tal como había pedido su sombra.

## Síndrome de Elpénor
El síndrome de Elpénor es un trastorno del sueño consistente en una transición inusual de los estados de alerta en una persona. Durante esa transición dificultosa entre el sueño y la vigilia, el paciente puede mostrar una conducta anormal, hablar y abrir los ojos. Al igual que el sonambulismo, es un tipo de parasomnia, y se diferencia de éste ya que en el síndrome de Elpénor, la conducta se limita a actividades en la cama, mientras que en el sonambulismo, la persona se levanta y camina.